# Labradorský proud

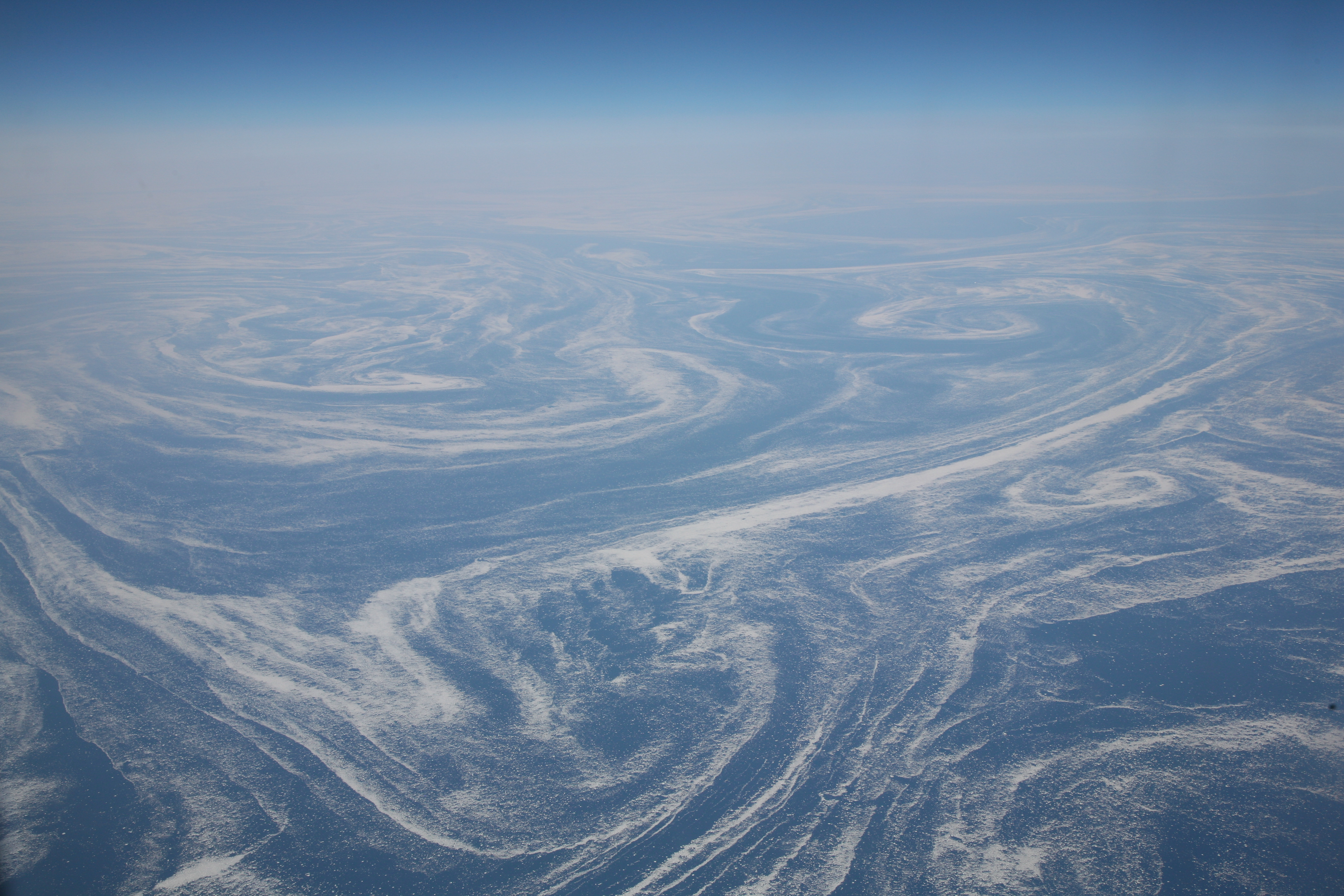
Fotografie mořských pěn v Labradorském proudu

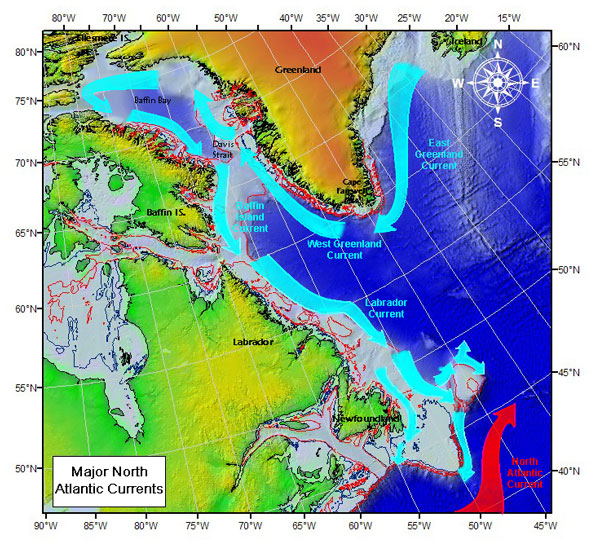
Mapa Labradorského proudu

Labradorský proud je studený mořský proud v Severním Atlantiku, jenž proudí ze Severního ledového oceánu na jih podél pobřeží Labradoru a prochází kolem ostrova Newfoundland. Pak pokračuje podél východního pobřeží Nového Skotska. Je vlastně pokračováním Západogrónského proudu a Proudu Baffinova ostrova.
Setkává se s teplým Golfským proudem na Grand Banks jihovýchodně od Newfoundlandu a podruhé na Outer Banks u Severní Karolíny. Kombinace obou proudů vytváří husté mlhy a také jedny z nejbohatších rybích lovišť světa.
Na jaře a začátkem léta tento proud přináší ledovce z grónského pobřeží na jih, do oblasti transatlantických lodních tras.
Vody Labradorského proudu mají silně ochlazující účinek na kanadské atlantické provincie a pobřežní oblasti Nové Anglie, ale jen vzácně mívají významnější účinky na vody jižně od mysu Cape Cod. Ty mohou být poměrně jasně pozorovány na faktu, že severní hranice lesa může být v této oblasti až o patnáct stupňů jižněji než na Sibiři, v Evropě či západní Kanadě.
Labradorský proud má někdy tendenci dosahovat dál na jih či na východ než běžně. To může způsobovat riskantní podmínky pro lodní dopravu, neboť v takových případech jsou ledovce přinášeny do oblastí Atlantiku, kam se obyčejně nedostávají. Je zaznamenáno, že proud přinesl ledovce až na jih k Bermudám a na východ až k Azorám. Ke sledování ledovců, včetně těch v oblastech oceánu, kde se vyskytují jen vzácně, byla založena Mezinárodní ledovcová hlídka (International Ice Patrol). .